# Rouville (Oise)
Pour les articles homonymes, voir Rouville.
Rouville est une commune française située dans le département de l'Oise, en région Hauts-de-France.

## Géographie
| Duvy          |          | Crépy-en-Valois |
|               | Rouville |                 |
| Ormoy-Villers |          | Levignen        |

### Hydrographie
La commune est située dans le bassin Seine-Normandie. Elle n'est drainée par aucun cours d'eau,.

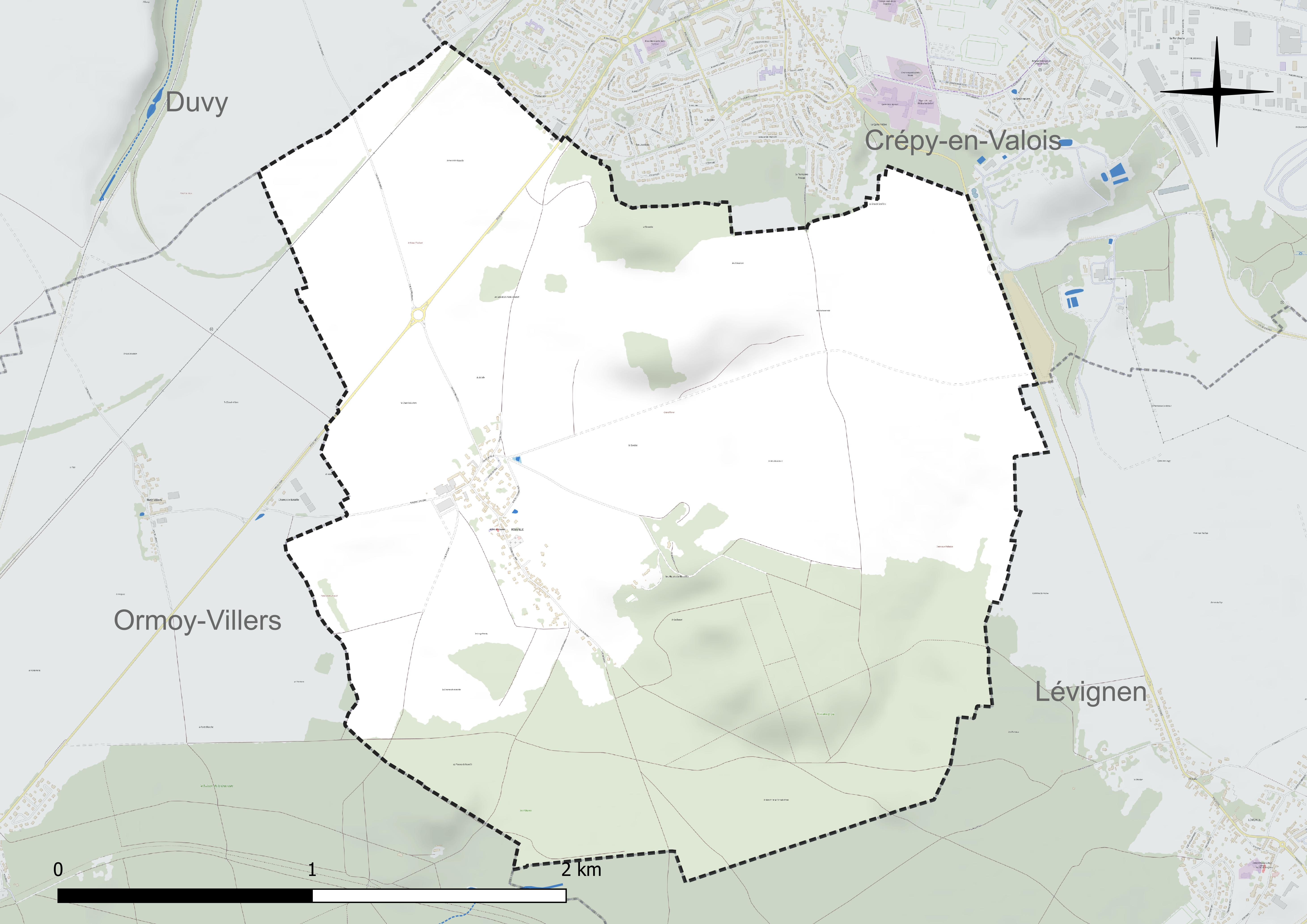
Réseau hydrographique de Rouville.

### Climat
Pour des articles plus généraux, voir Climat des Hauts-de-France et Climat de l'Oise.
En 2010, le climat de la commune est de type climat océanique dégradé des plaines du Centre et du Nord, selon une étude du CNRS s'appuyant sur une série de données couvrant la période 1971-2000. En 2020, Météo-France publie une typologie des climats de la France métropolitaine dans laquelle la commune est exposée à un climat océanique altéré et est dans la région climatique  Nord-est du bassin Parisien, caractérisée par un ensoleillement médiocre, une pluviométrie moyenne régulièrement répartie au cours de l'année et un hiver froid (3 °C). 
Pour la période 1971-2000, la température annuelle moyenne est de 10,6 °C, avec une amplitude thermique annuelle de 15,1 °C. Le cumul annuel moyen de précipitations est de 728 mm, avec 11,6 jours de précipitations en janvier et 8,4 jours en juillet. Pour la période 1991-2020, la température moyenne annuelle observée sur la station météorologique la plus proche, située sur la commune du Plessis-Belleville à 15 km à vol d'oiseau, est de 11,4 °C et le cumul annuel moyen de précipitations est de 661,7 mm,. Pour l'avenir, les paramètres climatiques de la commune estimés pour 2050 selon différents scénarios d'émission de gaz à effet de serre sont consultables sur un site dédié publié par Météo-France en novembre 2022.

## Urbanisme

### Typologie
Au 1er janvier 2024, Rouville est catégorisée commune rurale à habitat dispersé, selon la nouvelle grille communale de densité à sept niveaux définie par l'Insee en 2022.
Elle est située hors unité urbaine. Par ailleurs la commune fait partie de l'aire d'attraction de Paris, dont elle est une commune de la couronne,. 

### Occupation des sols
L'occupation des sols de la commune, telle qu'elle ressort de la base de données européenne d'occupation biophysique des sols Corine Land Cover (CLC), est marquée par l'importance des territoires agricoles (65,8 % en 2018), en diminution par rapport à 1990 (69,7 %). La répartition détaillée en 2018 est la suivante : 
terres arables (65,8 %), forêts (27,5 %), zones urbanisées (4 %), milieux à végétation arbustive et/ou herbacée (2,7 %). L'évolution de l'occupation des sols de la commune et de ses infrastructures peut être observée sur les différentes représentations cartographiques du territoire : la carte de Cassini (XVIIIe siècle), la carte d'état-major (1820-1866) et les cartes ou photos aériennes de l'IGN pour la période actuelle (1950 à aujourd'hui).

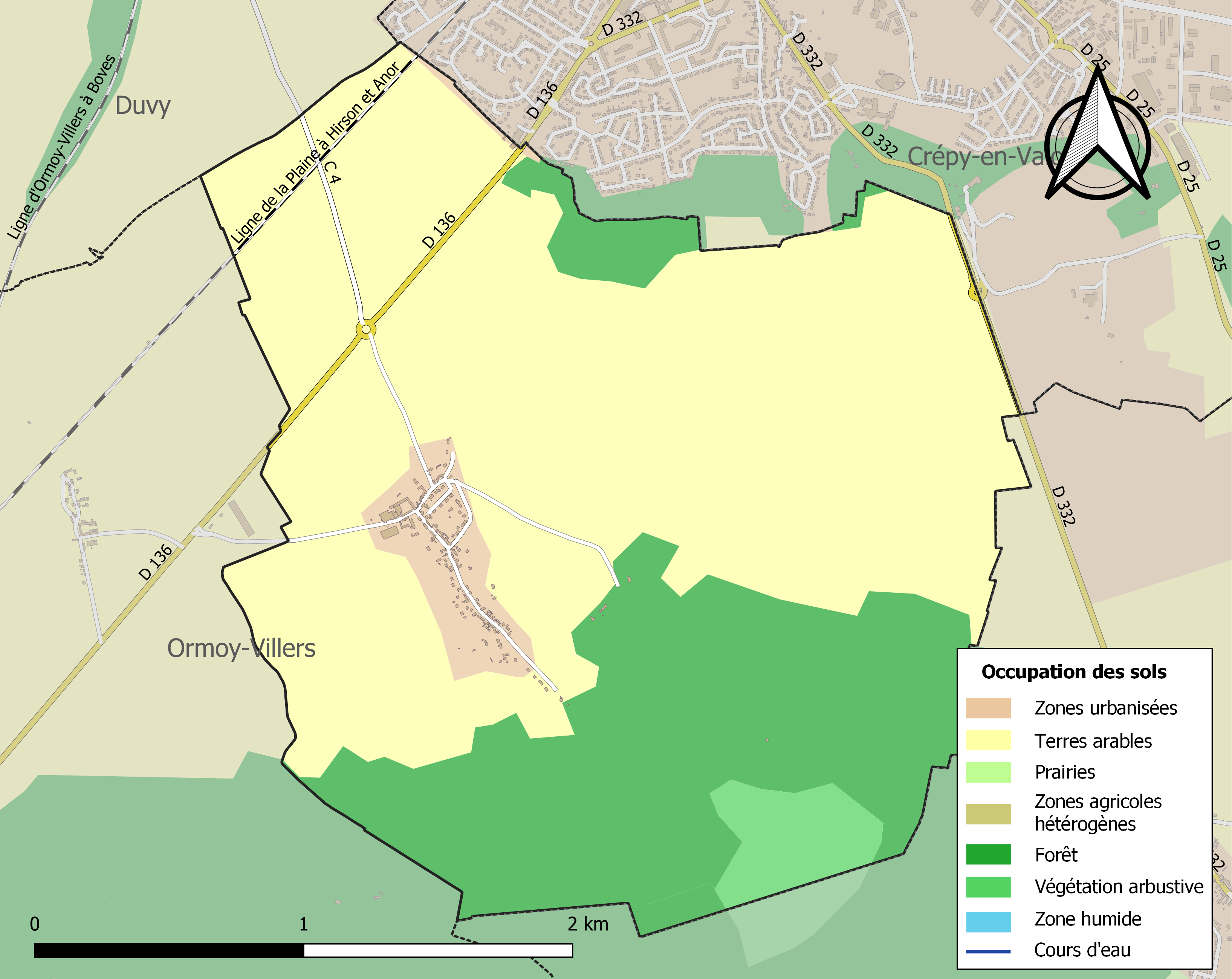
Carte des infrastructures et de l'occupation des sols de la commune en 2018 (CLC).

### Voies de communication et transports
La commune est desservie, en 2023, par la ligne 6442 du réseau interurbain de l'Oise.

## Toponymie
Radulphivilla (1208), Raoulville, Raouville.

## Histoire
Dans son Histoire de Levignen (Notice sur Lévignen) datée de 1878, l'abbé Gross raconte l'origine de la "Sainte Fontaine" « telle qu'elle est restée dans le Souvenir des populations » (à cette époque). Dieu fit jaillir cette fontaine "pour désaltérer deux apôtres missionnaires des Gaules, qui s'étaient « perdus dans les landes désertes de Rouville", ce qui fait évoquer la présence ancienne de landes (retrouvées sur les communaux du proche Bois-du-roi.

## Politique et administration
| Période                                  | Période                         | Identité              | Étiquette | Qualité |
| ---------------------------------------- | ------------------------------- | --------------------- | --------- | --- |
| Les données manquantes sont à compléter. |                                 |                       |           | |
|                                          |                                 |                       |           | |
|                                          | octobre 1915                    | Paul Georges Pasquier |           | Cultivateur Chevalier du mérite agricole Mort en fonction à l'hôpital de campagne no 22 Mort pour la France |
|                                          |                                 |                       |           | |
| mars 2001                                | 2008                            | Philippe Callens      | RPR       | Agriculteur retraité Conseiller général (1992 → 1998)                                                       |
| 2008                                     | En cours (au 28 septembre 2014) | Jean-Pierre Haudrechy |           | Agriculteur retraité Réélu pour le mandat 2014-2020                                                         |

## Population et société

### Démographie

#### Évolution démographique
L'évolution du nombre d'habitants est connue à travers les recensements de la population effectués dans la commune depuis 1793. Pour les communes de moins de 10 000 habitants, une enquête de recensement portant sur toute la population est réalisée tous les cinq ans, les populations de référence des années intermédiaires étant quant à elles estimées par interpolation ou extrapolation. Pour la commune, le premier recensement exhaustif entrant dans le cadre du nouveau dispositif a été réalisé en 2007.

En 2022, la commune comptait 250 habitants, en évolution de −3,47 % par rapport à 2016 (Oise : +0,87 %, France hors Mayotte : +2,11 %).
| 1793 | 1800 | 1806 | 1821 | 1831 | 1836 | 1841 | 1846 | 1851 |
| ---- | ---- | ---- | ---- | ---- | ---- | ---- | ---- | ---- |
| 144  | 158  | 167  | 190  | 186  | 191  | 192  | 228  | 194  |

| 1856 | 1861 | 1866 | 1872 | 1876 | 1881 | 1886 | 1891 | 1896 |
| ---- | ---- | ---- | ---- | ---- | ---- | ---- | ---- | ---- |
| 177  | 153  | 162  | 143  | 159  | 172  | 160  | 170  | 158  |

| 1901 | 1906 | 1911 | 1921 | 1926 | 1931 | 1936 | 1946 | 1954 |
| ---- | ---- | ---- | ---- | ---- | ---- | ---- | ---- | ---- |
| 158  | 143  | 147  | 146  | 176  | 155  | 147  | 116  | 143  |

| 1962 | 1968 | 1975 | 1982 | 1990 | 1999 | 2006 | 2007 | 2012 |
| ---- | ---- | ---- | ---- | ---- | ---- | ---- | ---- | ---- |
| 125  | 135  | 193  | 216  | 248  | 267  | 291  | 294  | 274  |

| 2017 | 2022 | - | - | - | - | - | - | - |
| ---- | ---- | - | - | - | - | - | - | - |
| 254  | 250  | - | - | - | - | - | - | - |

#### Pyramide des âges
La population de la commune est relativement jeune.
En 2018, le taux de personnes d'un âge inférieur à 30 ans s'élève à 39,5 %, soit au-dessus de la moyenne départementale (37,3 %). À l'inverse, le taux de personnes d'âge supérieur à 60 ans est de 23,2 % la même année, alors qu'il est de 22,8 % au niveau départemental.
En 2018, la commune comptait 131 hommes pour 119 femmes, soit un taux de 52,4 % d'hommes, largement supérieur au taux départemental (48,89 %).
Les pyramides des âges de la commune et du département s'établissent comme suit.
| Hommes | Classe d’âge | Femmes |
| ------ | ------------ | ------ |
| 0,0    | 90 ou +      | 0,0    |
| 3,1    | 75-89 ans    | 1,7    |
| 20,9   | 60-74 ans    | 20,5   |
| 24,2   | 45-59 ans    | 19,2   |
| 14,1   | 30-44 ans    | 17,0   |
| 20,7   | 15-29 ans    | 20,7   |
| 16,9   | 0-14 ans     | 20,9   |

| Hommes | Classe d’âge | Femmes |
| ------ | ------------ | ------ |
| 0,5    | 90 ou +      | 1,4    |
| 5,5    | 75-89 ans    | 7,6    |
| 15,6   | 60-74 ans    | 16,3   |
| 20,8   | 45-59 ans    | 20     |
| 19,4   | 30-44 ans    | 19,4   |
| 17,6   | 15-29 ans    | 16,2   |
| 20,6   | 0-14 ans     | 19,1   |

## Lieux et monuments
Rouville ne compte aucun monument historique classé ou inscrit sur son territoire.
- Église Saint-Fuscien, au cimetière, rue René-Delorme : Elle ne comporte qu'une unique travée, qui est une abside à pans coupés de style gothique flamboyant tardif des années 1530, et a perdu sa voûte. Si l'architecture paraît assez banale, le mobilier comporte un remarquable retable de la Passion du Christ, datable lui aussi des années 1530. Cette œuvre de style Renaissance en pierre taillée comporte trois panneaux sculptés en bas-relief, et un encadrement architecturé. Ce retable est inscrit monument historique au titre objet depuis juillet 1987[23],[24].

## Personnalités liées à la commune
- Jean-Eudes Demaret.